# Václav Pařík (politik)
Václav Pařík (8. února 1839 Libuň – 9. prosince 1901 Třebenice (okres Litoměřice)) byl lékař, komunální politik a přední český národní buditel v jazykově smíšených Třebenicích na Litoměřicku.

## Životopis
Pocházel z Libuně v Českém ráji. Na jeho výchovu v mládí měl vliv místní děkan a spisovatel Antonín Marek. Po studiích medicíny nastoupil do zaměstnání jako městský lékař v Třebenicích. Do města přijel 29. června 1867 a velmi rychle se stal mluvčím místních Čechů. Ti sice tvořili většinu, ale v kultuře a politice dominovali už od dob Josefa II. Němci.
Pařík prosazoval práva třebenických Čechů pozvolnými, ale promyšlenými a důslednými kroky. Nejprve, už v roce 1870 (podle jiných zdrojů 1872) založil spolek Beseda. V roce 1874 následovala záložna, s cílem poskytnout českým podnikatelům nový zdroj kapitálu, a hasičský spolek. Stal se členem obecního zastupitelstva a postupně prosazoval používání češtiny v úředním styku: nejprve pořizování překladů z jednání, pak se protokol zapisoval střídavě česky a německy a po jeho zvolení starostou roku 1884 se zavedlo úřadování v češtině. Postaral se i o rozdělení místní německé školy na českou a německou část a zajistil, že i okresní soud a zastupitelstvo začaly přijímat podání v češtině. Usiloval rovněž o celkový rozvoj města. Roku 1875 společně s učitelem Křenkem otevřel Museum starožitnické a geologické (dnes Muzeum českého granátu), jako starosta dal stavět chodníky, prosadil vybudování okresní silnice do Dlažkovic a železnice z Lovosic do Obrnic a nechal založit akciovou továrnu na zpracování ovoce. Byl členem vlasteneckých a regionálních spolků, například Národní jednoty severočeské a okresní školní rady v Roudnici. V třebenické záložně vznikl dobročinný Paříkův fond.
Václav Pařík byl místním politikem, jehož vliv a věhlas výrazně přesáhl oblast působnosti. Pro svou milou, klidnou povahu, lidumilství, ale i houževnatost při dosahování vytyčených cílů byl uznávaný a respektovaný Čechy i Němci, příznivci i odpůrci. Celostátní tisk jej opakovaně uváděl jako příklad obětavého, aktivního vlastenectví. Stal se čestným občanem více než dvaceti obcí. Jeho vliv byl znát i dlouho po jeho smrti – například Mnichovská dohoda v roce 1938 ponechala Třebenice v Československu, zatímco většina okolních obcí (na trati Lovosice – Obrnice všechny kromě Třebívlic) skončila v Německu. Když Pařík roku 1901 po více než třicetiletém působení zemřel, nenašel se nikdo, kdo by se mohl jeho zásluhám vyrovnat a na jeho činnost ve stejném rozsahu navázat.